# Калленстаун

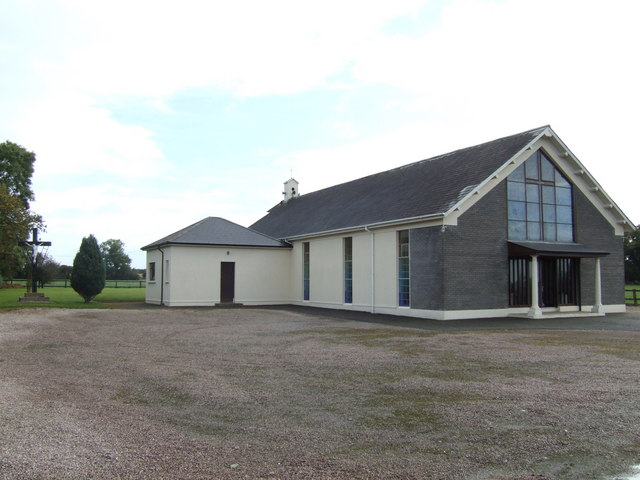

Калленстаун (англ. Cullenstown; ирл. Baile Uí Choileáin) — деревня в Ирландии, находится в графстве Уэксфорд (провинция Ленстер).